# 伯方町

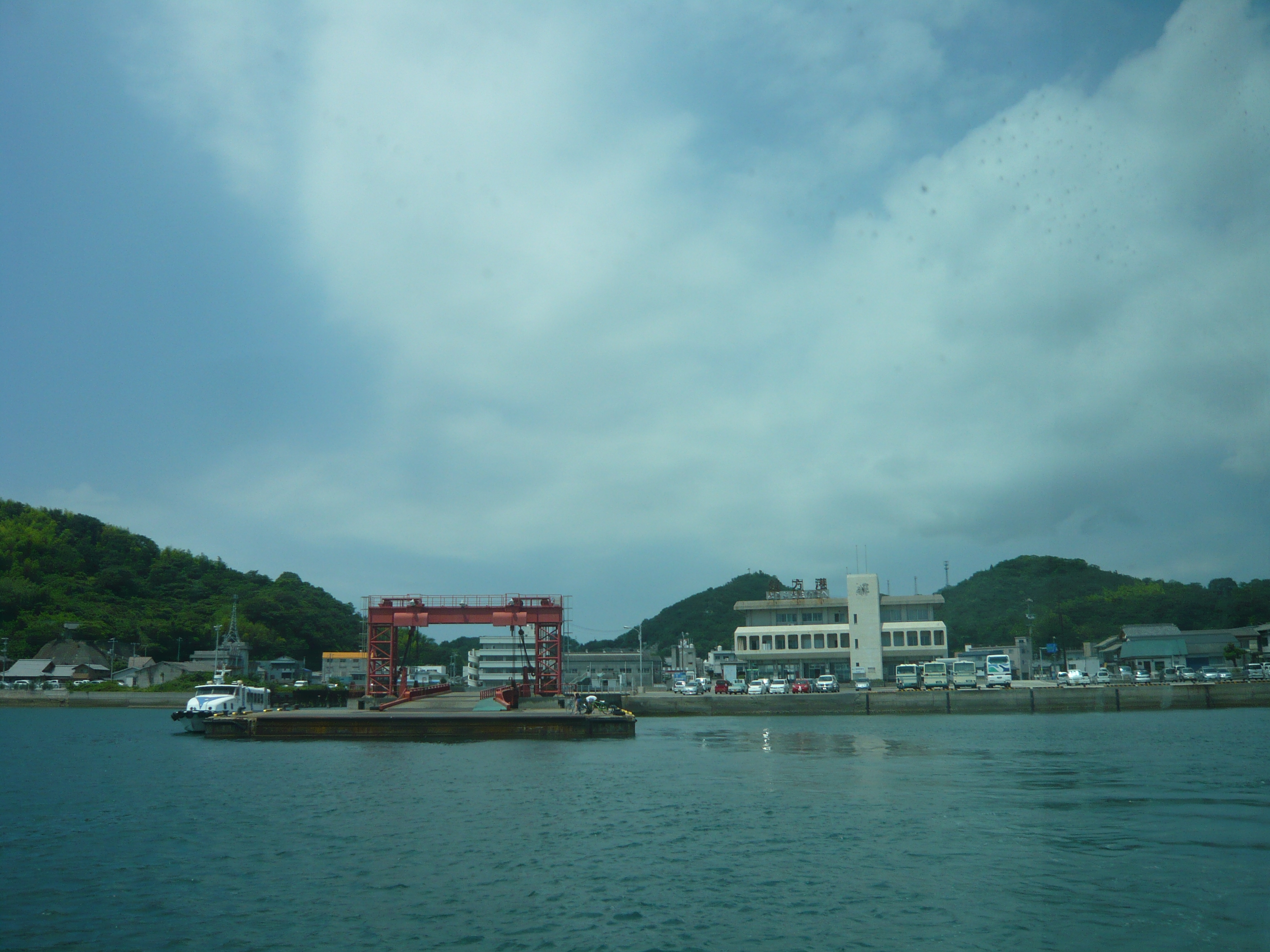
伯方（木浦）港

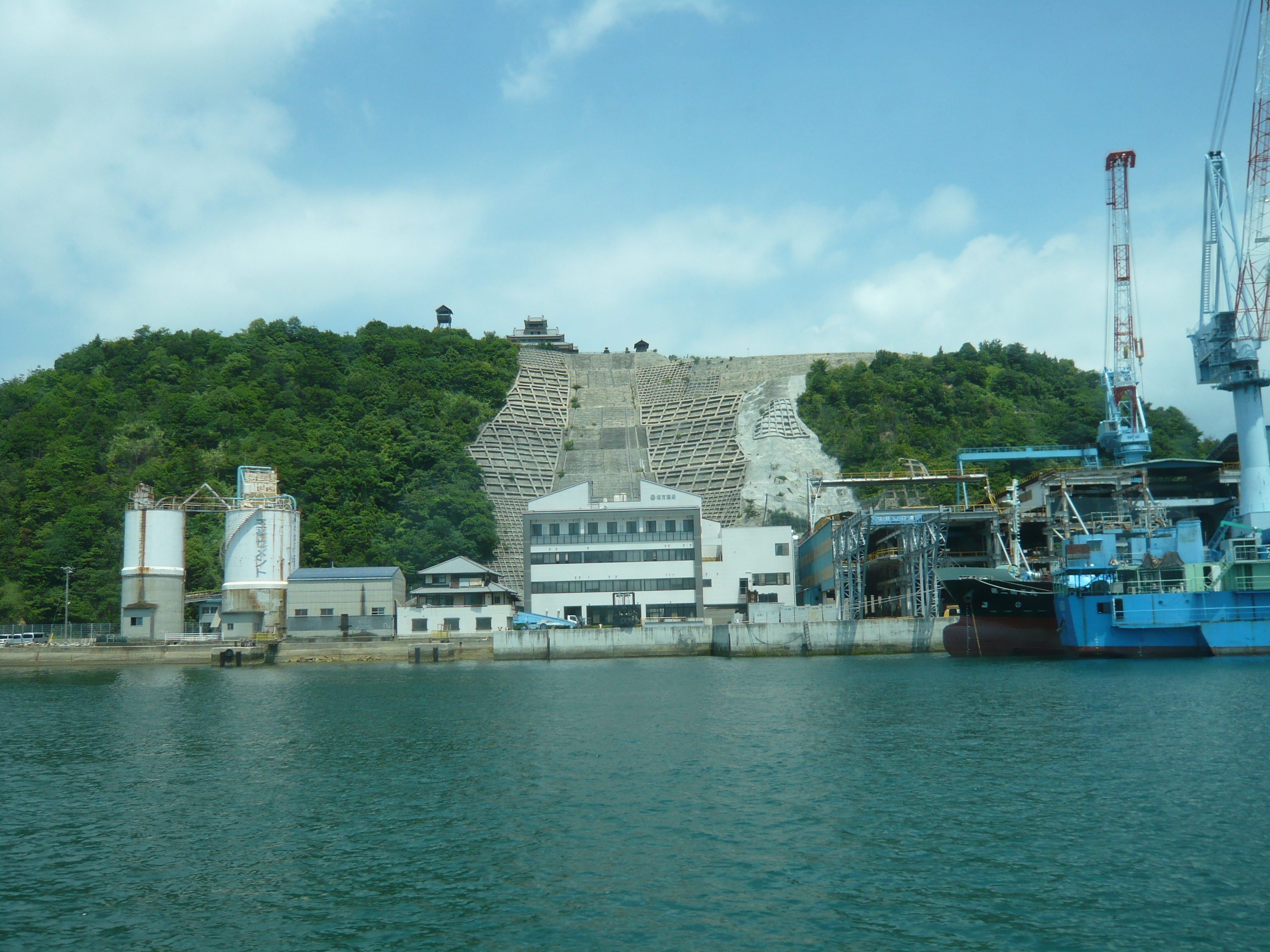
伯方造船本社

伯方町（はかたちょう）は、かつて愛媛県の東予地方にあった町。越智郡に属した。瀬戸内海に浮かぶ伯方島（はかたじま）1島で1町を成した。2005年（平成17年）1月16日、今治市、越智郡11町村で合併し新しい今治市の一部となった。しまなみ海道（西瀬戸自動車道：尾道 - 今治）の愛媛県側から2番目の島で、伯方島ICがある。

## 歴史
下記以外に伯方島の記事も参照のこと。
明治以降
- 1889年（明治22年）12月15日 - 町村制の実施にともない、有津と木浦とが合併して東伯方村となる。
  - 叶浦村, 伊方村, 北浦村が合併して西伯方村となる。

伯方町の成立
- 1940年（昭和15年）11月3日 - 東伯方村が町制を実施、伯方町となる。
- 1945年（昭和20年）11月6日 - 木浦沖で第十東予丸沈没事故。
- 1948年10月 - 愛媛県立伯方高等学校が開校[1]。

一島一町時代
- 1955年1月1日 - 伯方町と西伯方村が合併、1島1町の伯方町となる。
- 1956年5月 - 鶏小島･船折瀬戸などが瀬戸内海国立公園に指定される。
- 1960年
  - 9月 - 支所を廃止。大三島観光開発（現:瀬戸内海交通）が伯方島内で路線バスの運行開始[2]。
- 1961年1月 - 伯方町商工会が発足。
- 1962年3月 - 中央公民館が完成。
- 1963年5月 - 瀬戸内海栽培漁業センター（現:瀬戸内海区水産研究所伯方島庁舎）が開設される。
- 1964年
  - 7月 - 離島振興対策実施地域に指定。
  - 8月 - 有線放送電話が開通。
- 1966年3月 - 児童館･学校給食センターが完成。
- 1970年11月 - 伯方電報電話局が開局。
- 1971年12月 - 「塩業近代化臨時措置法」成立により、伯方島の塩田全廃[3]。
- 1972年1月 - ごみ焼却場が竣工。
- 1973年9月 - 農業振興地域に指定。
- 1974年11月 - 役場庁舎が落成。
- 1975年5月 - 社会福祉センターが完成。
- 1976年4月 - 越智郡島部消防事務組合が発足。
- 1979年 - 大三島橋開通。
- 1981年
  - 2月 - 海水淡水化施設が竣工。
  - 11月 - ごみ焼却施設が竣工。
- 1982年1月 - 社会福祉法人伯方町社会福祉協議会が設置される。
- 1984年 - 越智諸島上水道企業団が発足。
- 1986年
  - 3月 - 国際観光モデル地域に指定。
  - 9月 - 町民会館が完成。
- 1988年1月 - 伯方・大島大橋開通。
- 1990年3月 - 農村環境改善センターが完成。
- 1992年7月 - 台ダムより生活用水の給水開始。
- 1994年4月 - ふるさと歴史公園がオープン。
- 1996年9月 - 健康福祉センターが完成。
- 1999年5月 - 新尾道大橋･来島海峡大橋が開通。
- 2002年9月 - エコクリーンセンターはかたが完成。
- 2005年1月16日 - 今治市、菊間町、大西町、波方町、玉川町、朝倉村、吉海町、宮窪町、大三島町、上浦町、関前村と合併し、新たに今治市となる。

```
伯方町の系譜
（町村制実施以前の村）　（明治期）　　　　　　　　（昭和の合併）　　　　　（平成の合併）
　　　　　　　　　　　　町村制施行時
叶浦　　━━━┓
伊方　　━━━╋━━━西伯方村━━━━━━━━━━━━┓昭和30年1月1日
北浦　　━━━┛　　　　　　　　　　　　　　　　　　　┃　合体
有津　　━━━┓　　　　　　　　　　　　　　　　　　　┣━伯方町━━━━┓
　　　　　　　┣━━━東伯方村━━━伯方町━━━━━━┛　　　　　　　　┃
木浦　　━━━┛　　　　　　　　　　あ　　　　　　　　　　　　　　　　　┃
　　　　　　　　　　　　　　　　　　　　　　　　　　　　　　　　　　　　┃平成17年1月16日
　　　　　　　　　　　　　　　　　　　　　　　　　　　　　　　　　　　　┃新設合併、新・今治市発足
　　　　　　　　　　　　　　　　　　　　　　　　　　　　　今治市━━━━╋━━今治市
　　　　　　　　　　　　　　　　　　　　　　　　　　　　　朝倉村━━━━┫
　　　　　　　　　　　　　　　　　　　　　　　　　　　　　玉川町━━━━┫
　　　　　　　　　　　　　　　　　　　　　　　　　　　　　波方町━━━━┫
　　　　　　　　　　　　　　　　　　　　　　　　　　　　　大西町━━━━┫
　　　　　　　　　　　　　　　　　　　　　　　　　　　　　菊間町━━━━┫
　　　　　　　　　　　　　　　　　　　　　　　　　　　　　吉海村━━━━┫
　　　　　　　　　　　　　　　　　　　　　　　　　　　　　宮窪町━━━━┫
　　　　　　　　　　　　　　　　　　　　　　　　　　　　　上浦町━━━━┫
　　　　　　　　　　　　　　　　　　　　　　　　　　　　　大三島町━━━┫
　　　　　　　　　　　　　　　　　　　　　　　　　　　　　関前村━━━━┛

あ － 昭和15年11月3日 町制施行
（注記）今治市以下の市町村の合併以前の系譜はそれぞれの市・町・村の記事を参照のこと。

```

## 経済

### 産業
- 主な産業
  - 造船業、海運業、製塩業、養殖業、農業（みかん）

### 主要企業
- 佐川造船
- しまなみ造船 本社･工場
- 伯方塩業 伯方本社･伯方工場
- 伯方造船 本社･本社工場
- 村上秀造船 本社･工場
- 村上石油 本社

### 小売店
- Aコープはかた
- ザグザグ 伯方店
- 伯方ショッピングセンター
- ホームストック　伯方店

## 地域
東伯方村発足時、旧2か村が大字となり、町制施行してもそのまま大字として継承した。西伯方村との合併後、5大字となった。
有津（あろうづ）、木浦（きのうら）
西伯方村との合併により追加された3大字　叶浦（かのうら）、伊方（いかた）、北浦（きたうら）
なお、現在、今治市になってからの地名表記は「伯方町」に旧の大字を続ける。大字は省く。
例　今治市伯方町有津
島は中央に山地があり、周囲に浦々がある形をしており、東から時計回りに、木浦、有津、叶浦、伊方、北浦と並んでいる。

## 教育
高等学校
- 愛媛県立伯方高等学校

中学校
- 伯方中学校
- 西伯方中学校（閉校）

小学校
- 伯方小学校
  - 有津小学校（閉校）
  - 伊方小学校（閉校）
  - 北浦小学校（閉校）

有津小学校、伊方小学校、北浦小学校が2007年3月31日で閉校となり、2007年4月1日より、伯方小学校に統合された。

## 行政

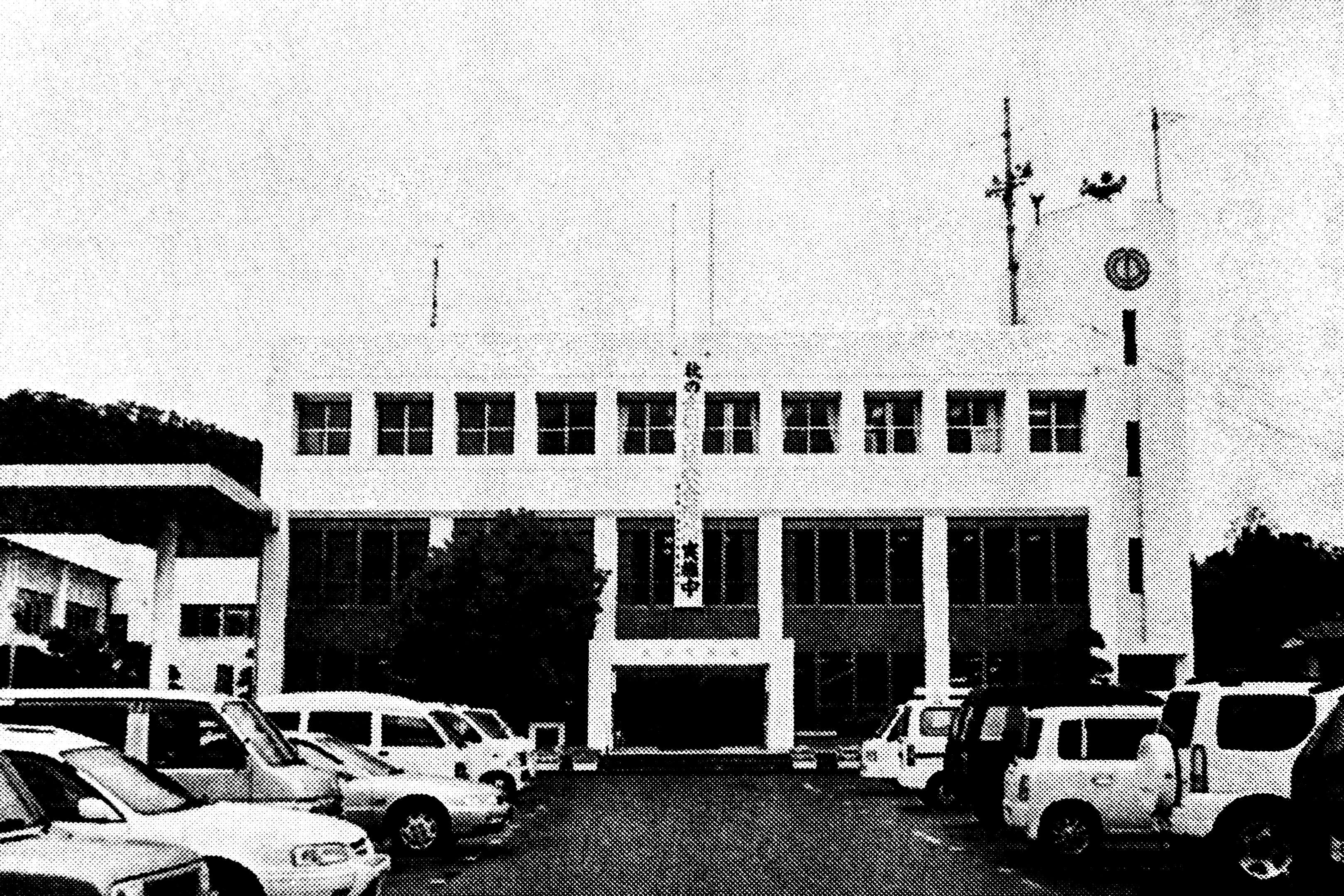
伯方町役場

### 首長
- 歴代町長（町村合併後）
  - 初代 田窪宇一（昭和30年1月 - 昭和34年1月）
  - 2代 村上勅夫（昭和34年1月 - 昭和38年1月）
  - 3代 白石八郎（昭和38年1月 - 昭和42年1月）
  - 4代 村上勅夫（昭和42年1月 - 昭和52年3月）
  - 5代 渡辺誠司（昭和52年3月 - 平成5年3月）
  - 6代 中野敏光（平成5年3月 - 平成13年3月）
  - 7代 岡田哲也（平成13年3月 - 平成17年1月）

## 交通

### 道路

#### 高速道路
- 西瀬戸自動車道（瀬戸内しまなみ海道）
9 伯方島IC

#### 一般国道
- 国道317号

#### 県道
- 主要地方道
愛媛県道50号伯方島環状線

#### 道の駅
- 伯方S・Cパーク

### 路線バス･急行バス
伯方島循環線 有津回り / 北浦回り（瀬戸内海交通）
今治 - 大三島線（瀬戸内運輸）
松山 - 大三島線（瀬戸内運輸）

### 船舶
伯方（木浦）港（今治 - 伯方 - 土生（因島））フェリー・快速船
尾浦港（尾浦 - 宮窪）フェリー
熊口港（今治 - 熊口 - 三原）高速船（平成19年1月20日(土)休止）
北浦港（しまなみ海道開通により定期航路は廃止）
※近年の状況については、「伯方島」のページを参照のこと。

## 名所・旧跡・観光スポット・祭事・催事
- ふるさと歴史公園
- 開山フラワーパーク
- 伯方ビーチ
- 沖浦ビーチ
- 宝股山
- 船折瀬戸
- 鶏小島
- 喜多浦八幡神社
- 禅興寺
- 見近島（旧：宮窪町）

## 出身有名人
- 中田カウス（中田カウス・ボタン、吉本興業所属）
- 馬越嘉彦（アニメーター、キャラクターデザイナー）